# یوکر
یوکر (انگلیسی: Euchre) یک بازی کارتی است که معمولاً در استرالیا، کانادا، بریتانیای کبیر، نیوزیلند و غرب میانه ایالات متحده انجام می‌شود. با عرشه ای از ۲۴، ۲۸ یا ۳۲ کارت بازی استاندارد بازی می‌شود. به‌طور معمول چهار بازیکن، دو بازیکن در هر تیم وجود دارد، اگرچه تغییرات برای دو تا نه بازیکن وجود دارد.
یوکر در اوایل قرن نوزدهم در ایالات متحده ظهور کرد. چندین نظریه در مورد منشأ آن وجود دارد،  اما به احتمال زیاد این است که از یک بازی قدیمی آلزاسی به نام Jucker یا Juckerspiel گرفته شده‌است. یوکر مسئول معرفی جوکر (ورق) به دسته کارت‌های مدرن بود که اولین بار در بسته‌های یوکر در دهه ۱۸۵۰ ظاهر شد.
یوکر دارای تعداد زیادی از انواع است و به عنوان «یک بازی اجتماعی عالی» توصیف شده‌است.

## نحوه بازی
هدف کسب حداقل سه دست است. اگر طرفی که حکم را ثابت کرده‌است نتواند سه دست به دست آورد، طرف مقابل دو امتیاز می‌گیرد. برنده شدن در هر پنج دست «مارش» نامیده می‌شود. اگر در این حالت خود تیم خال حکم را خوانده باشد دو امتیاز و اگر طرف مقابل خوانده باشد ۳ امتیاز می‌گیرد.
بالاترین برنده سرباز خال حکم است که به آن «کمان راست» می‌گویند. دومین برگ بزرگ، سرباز خال دیگر هم رنگ به نام «کمان چپ» است. (مثال: اگر خشت حکم باشند، کمان راست سرباز خشت (J♦) و کمان چپ سرباز دل (J♥) است) باقیمانده‌ها و همچنین خال‌های ساده به ترتیب رتبه‌بندی می‌شوند: آس، شاه، بی‌بی، ۱۰، ۹، ۸ و ۷. اگر جوکر به بسته اضافه شده باشد، به عنوان بالاترین برنده عمل می‌کند.

### امتیازدهی
موارد زیر تمام موقعیت‌های امتیاز دهی را نشان می‌دهد:
- شراکت ساخت خال حکم برنده ۳ یا ۴ دست - ۱ امتیاز
- شراکت ساخت خال حکم برنده ۵ دست – ۲ امتیاز
- تنها دست برنده ۳ یا ۴ دست - ۱ امتیاز
- تنها دست برنده ۵ دست – ۴ امتیاز
- شراکت یا دست تنها به صدا در می‌آید، حریفان ۲ امتیاز می‌گیرند.

اولین بازیکن یا شراکتی که طبق توافق قبلی ۵، ۷ یا ۱۰ امتیاز کسب کند، برنده بازی است. در بازی ۵ امتیازی، زمانی که یک طرف ۴ گل زده باشد و حریفان ۲ یا کمتر گل زده باشند، گفته می‌شود که «در پل» است.

### حفظ امتیاز با نشانگرهای کارت پایین
یک روش زیبا و گسترده برای حفظ امتیاز، کارت‌های کمتر از کارت‌هایی است که در بازی استفاده می‌شود. وقتی بازی ۵ امتیاز باشد، هر طرف از یک سه نقطه و یک چهار نقطه به عنوان نشانگر استفاده می‌کند. برای نشان دادن امتیاز ۱، چهار به صورت رو به پایین روی سه قرار می‌گیرند و یک پیپ در معرض باقی مانده‌است. برای نمره ۲، سه به صورت رو به پایین روی چهار قرار می‌گیرند و دو پیپ در معرض نمایش باقی می‌مانند. برای نمره ۳، سه رو به بالا روی چهار قرار می‌گیرند. برای امتیاز ۴، چهار رو به بالا روی سه قرار می‌گیرند.

### پخش ورق‌ها
بِریز (پخش کننده کارت) این حق را دارد که ورق‌ها را بُر بزند. دسته کارت توسط بازیکن در سمت راست بریز کات زده می‌شود. کات نباید کمتر از چهار کارت در هر بسته باقی بماند.
کارت‌ها در جهت عقربه‌های ساعت، به سمت چپ، با بازیکن سمت چپ بِریز شروع می‌شوند. هر بازیکن پنج کارت دریافت می‌کند. بِریز ممکن است یک دور سه تایی، سپس یک دور دو تایی در یک زمان، یا ممکن است دو، سپس سه بدهد. اما بِریز باید به هر طرح توزیعی که با آن شروع کند پایبند باشد. پس از اولین پخش کارت، نقش بِریز به بازیکن سمت چپ بِریز می‌رسد.
پس از اتمام پخش کارت، بِریز بقیه بسته را در مرکز میز قرار می‌دهد و کارت بالایی را رو به بالا می‌چرخاند. اگر کارتی که باز شده توسط هر بازیکنی به عنوان خال حکم پذیرفته شود، بِریز این حق را دارد که کارت بالا را با کارت دیگری که در دست دارد تعویض کند. در عمل، بِریز کارت برگشت شده را در دست خود نمی‌گیرد، بلکه آن را روی بسته می‌گذارد تا زمانی که بازی شود. فروشنده این مبادله را با قرار دادن دور ریز خود به صورت رو به پایین در زیر بسته نشان می‌دهد.

### کتابشناسی
- Ander, Tim (2018). How to Play Euchre: A Beginner's Guide to Learning the Euchre Card Game, Instructions, Scoring & Strategies to Win at Playing Euchre. [Middletown, DE]: Tim Ander. ISBN 978-1-9768-8006-3. OCLC 1061505589.
- Bumppo, Natty (1999). The Columbus Book of Euchre. Brownsville, KY: Borf. شابک ‎۰۹۶۰۴۸۹۴۶۰
- Buzzy, Nick (2010). Euchre Explained. ASIN B004KAB9QU.
- Cowell, Joe (1844). Thirty Years Passed Among the Players in England and America. Vol. 2.
- Faulkner, Thomas C. (1861). [[:الگو:Title case]]. J.F. Trow, printer. OCLC 18113349. {{cite book}}: URL–wikilink conflict (help)
- Hoyle's Rules of Games: Descriptions of Indoor Games of Skill and Chance, with Advice on Skillful Play: Based on the Foundations Laid Down by Edmond Hoyle, 1672–1769 (3rd ed.). New York: Plume. 2001. ISBN 978-1-101-08538-7. OCLC 460720133.
- Kansil, Joli Quentin (2001). Bicycle Official Rules of Card Games. Cincinnati: USPCC.
- Katz, Nikki (2004). The Everything Card Games Book: A Complete Guide to Over 50 Games to Please Any Crowd. Avon, Mass.: Adams Media. ISBN 978-1-4405-2302-1. OCLC 777401280.
- Keller, John William (1887). The Game of Euchre. NY: F.A. Stokes
- Mathews, Thomas (1844). The Whist Player's Handbook. Philadelphia: Isaac M. Moss.
- Notes and Queries: A Medium of Inter-communication for Literary Men, Artists, Antiquaries, Genealogists, Etc. Vol. 1. George Bell & Sons. 1862.
- Parlett, David (1991). A History of Card Games. Oxford: OUP. شابک ‎۹۷۸−۰−۱۹−۲۸۲۹۰۵−۴
- Parlett, David (1992). A Dictionary of Card Games. Oxford: OUP. شابک ‎۹۷۸−۰−۱۹−۸۶۹۱۷۳−۰
- Parlett, David (2007). "The Origins of Euchre" in The Playing-Card, Vol. 35, No. 4 (April–June 2007), pp. 255–261.
- Porter, Ian (2010). "Classifying Non-standard Playing Cards" in The Playing-Card, Vol. 38, No. 3 (Jan–Mar 2010). pp. 203–208. ISSN 1752-671X
- Roya, Will (2021). Card Night: Classic Games, Classic Decks, and the History Behind Them, 52 Games for All Ages (First ed.). New York: Black Dog & Leventhal Publishers. ISBN 978-0-7624-7351-9. OCLC 1178868181.
- Safire, William (2008). Safire's Political Dictionary. Oxford: Oxford University Press. ISBN 978-0-19-534061-7. OCLC 165082593.
- Spindler, Carl (1848). [[:الگو:Title case]]. Franckh'scher Verlag. OCLC 871062868. {{cite book}}: URL–wikilink conflict (help)
- The American Hoyle, or, Gentlemen's Hand-book of Games (4th ed.). New York: Dick & Fitzgerald. 1864.
- The Modern Pocket Hoyle. New York: Dick & Fitzgerald. 1868.
- Piomingo [John Robinson] (1810). The Savage. Philadelphia: Thomas S. Manning

### وبسایت‌ها
- "Euchre: History of, by David Parlett". Parlett Games.
- Schossow, Breann (February 21, 2014). "Wisconsin's Passion For Euchre". Wisconsin Life. Wisconsin Public Radio. Retrieved June 27, 2017.